# Kacper Kazimierz Cieciszowski
Kacper Kazimierz Cieciszowski herbu Pierzchała (ur. 12 stycznia 1745 w Ozorowie, zm. 28 kwietnia 1831 w Łucku) – arcybiskup metropolita mohylewski w latach 1828–1831, metropolita wszystkich kościołów rzymskokatolickich w Imperium Rosyjskim od 1827, biskup kijowski od 1785, biskup łucki i żytomierski od 1798, opat komendatoryjny miechowski w 1782 roku, członek Komisji Edukacji Narodowej w latach 1791–1792.

## Życiorys
W 1760 wyjechał do Rzymu, gdzie podjął studia teologiczne. W 1764 przyjął święcenia kapłańskie z rąk papieża Klemensa XIII. Już jako kanonik warszawski w 1775 został koadiutorem przy biskupie kijowskim Ignacym Franciszku Ossolińskim, mianowany biskupem Tebasty w Numidii  in partibus infidelium. W 1782 został kawalerem Orderu Świętego Stanisława. 16 lipca 1785 odbył uroczysty ingres do katedry w Żytomierzu.
W 1786 został wybrany przez Sejm do Departamentu Wojskowego. Został kawalerem Orderu Orła Białego. Był członkiem konfederacji Sejmu Czteroletniego. W 1790 roku był członkiem Komisji Porządkowej Cywilno-Wojskowej dla powiatu radomskiego województwa sandomierskiego. Popierał uchwalenie Konstytucji 3 maja. 10 maja 1791 nakazał w swojej diecezji modlitwy w jej intencji. Członek konfederacji targowickiej, w 1792 roku delegowany przez nią jako komisarz do składu Komisji Edukacji Narodowej.
Pod koniec życia padł ofiarą prowokacji, gdy w czasie powstania listopadowego ociemniałemu arcybiskupowi kanonik skierniewicki dał do podpisania dokument, który później okazał się odezwą potępiającą powstańców.
Pochowany w katedrze łuckiej.